# Efeito Aharonov-Bohm
O efeito Aharonov–Bohm, algumas vezes chamado de efeito Ehrenberg–Siday–Aharonov–Bohm, é um fenômeno quântico no qual uma partícula puntiforme eletricamente carregada é afetada por um campo eletromagnético, apesar de estar confinada numa região em que tanto o campo magnético quanto o campo elétrico são nulos. O mecanismo principal para que isso ocorra é o acoplamento do potencial eletromagnético com a fase complexa da função de onda de uma partícula carregada. O efeito Aharonov–Bohm é coerentemente ilustrado pela experiência da dupla fenda.
O caso mais comum, chamado de  efeito Aharonov–Bohm no solenoide, acontece quando a função de onda de uma partícula carregada que passa ao redor de um solenoide longo sofre uma mudança de fase causada pelo campo magnético contido dentro do solenoide, apesar do campo ser desprezível na região na qual a partícula passa e a função de onda da partícula ser desprezível dentro do solenoide. Essa mudança de fase foi observada experimentalmente. Existem também efeitos Aharonov–Bohm magnéticos em energias ligadas e seções de choque de espalhamento, mas esses caso não foram testados experimentalmente. Um fenômeno Aharonov–Bohm elétrico foi também previsto, no qual uma partícula carregada é afetada por regiões com diferentes potenciais elétricos mas com campo elétrico nulo, embora não haja confirmação experimental ainda. Um tipo de  efeito Aharonov–Bohm "molecular" foi proposto para o movimento nuclear em regiões multiplamente conectadas, mas ele foi tido como sendo um tipo diferente de fase geométrica porque não é "nem não-local nem topológico", dependendo apenas de quantidades locais ao longo do caminho nuclear.

## História

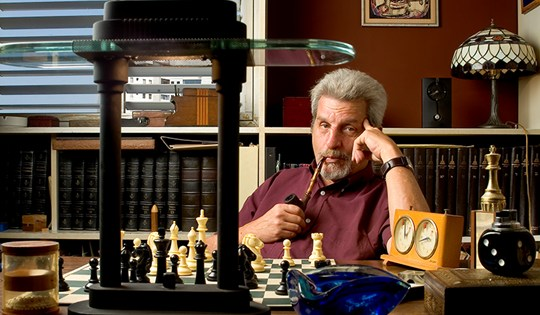
Yakir Aharonov

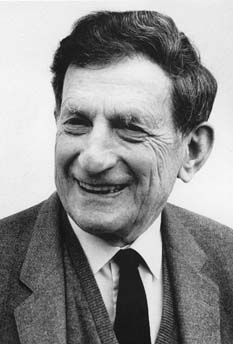
David Bohm

Werner Ehrenberg e Raymond E. Siday previram esse efeito em 1949, e efeitos similares foram depois publicados por Yakir Aharonov e David Bohm em 1959. Depois da publicação do artigo de 1959, Bohm foi informado do trabalho de Ehrenberg e Siday, o qual foi reconhecido e creditado no artigo subsequente de Bohm e Aharonov em 1961.
Posteriormente o efeito foi verificado experimentalmente por vários autores; uma revisão geral pode ser encontrada em Peshkin e Tonomura (1989).

### Efeito Aharonov-Bohm não abeliano
As observações de que esse fenômeno quântico em que uma partícula é afetada por campos eletromagnéticos, mesmo quando viaja por uma região do espaço em que o campo elétrico e o magnético são zero só funcionavam nos sistemas abelianos. As partículas ocorrem da mesma maneira, tanto para a frente quanto para trás no tempo. Mais tarde, em 1975, Tai-Tsun Wu e Chen-Ning Yang generalizaram o efeito no regime não-abeliano como um experimento mental.
Pouco a pouco, ficou confuso se seria possível observar o efeito em uma estrutura não-abeliana. Os físicos precisavam de métodos para criar o efeito no laboratório e, além disso, métodos necessários para reconhecer o impacto, independentemente de poder ser produzido.
Em 2019, os cientistas do MIT resolveram esses dois quebra-cabeças. Os cientistas produziram o efeito no laboratório usando polarização de fótons. Eles produziram dois tipos diferentes de quebra de reversão de tempo. Mais tarde, usando fibra ótica, os cientistas foram capazes de fornecer dois tipos de campos de medição que afetavam as fases geométricas das ondas ópticas, primeiro enviando-as através de um cristal enviesado por poderosos campos magnéticos, e segundo modulando-os com sinais elétricos variáveis no tempo, os quais quebram a simetria de reversão no tempo.

## Significância
Nos séculos XVIII e XIX, a física era dominada pela mecânica newtoniana, com ênfase no conceito de força. Fenômenos eletromagnéticos elucidados por uma série de experimentos envolvendo medidas de forças entre cargas, correntes elétricas e ímãs em várias configurações. Eventualmente, apareceu uma descrição de acordo com como cada carga, corrente e imã age como uma fonte local de campos de forças propagantes, os quais então atuam em outras cargas e correntes localmente através da força de Lorentz. Nessa situação, porque uma das propriedades observadas do campo elétrico é que ele é irrotational, e uma das propriedades observadas do campo magnético é que ele é não-divergente, foi possível expressar o campo eletrostático como o gradiente de um potencial escalar (o potencial eletrostático de Coulomb, inteiramente análogo, matematicamente, ao potencial gravitacional clássico) e o campo magnético estacionário como o rotacional de um campo vetorial (um novo conceito para a época – a ideia de um potencial escalar já era bem aceita pela analogia com o potencial gravitacional). A linguagem de potenciais foi generalizada para o caso completamente dinâmico mas, como todos os efeitos físicos foram descritos em termos dos campos, que são derivadas dos potenciais, os potenciais (diferentemente dos campos) não foram unicamente determinados pelos experimentos físicos: Potenciais foram definidos apenas  até um potencial constante aditivo não-divergente e um potencial vetorial magnético constante irrotacional.
O efeito Aharonov–Bohm é importante conceitualmente porque consiste em três problemas que aparecem na teoria de James Clerk Maxwel sobre o electromagnetismo clássico como uma teoria de calibre, a qual antes do advento da mecânica quântica era tratado como uma reformulação matemática sem consequências físicas. O experimento mental (Gedanken) de Aharonov–Bohm e sua realização experimental implica que os problemas não eram só filosóficos.
Os três problemas são:
1. Se os potenciais são "físicos" ou só uma ferramenta conveniente para calcular campos de força;
2. Se o princípio da mínima ação é fundamental;
3. O princípio da localidade.

Por razões como essa, o efeito Aharonov–Bohm foi escolhido pela revista New Scientist como uma das "sete maravilhas do mundo quântico".

### Potenciaisversuscampos
É comumente argumentado que o efeito Aharonov–Bohm ilustra a fisicalidade dos potenciais eletromagnéticos,Φ e A, na mecânica quântica. Classicamente foi possível dizer que apenas os campos eletromagnéticos são físicos, enquanto que os potenciais são construções puramente matemáticas, devido à liberdade de calibre não ser única, para um dado campo eletromagnético.
Entretanto, Vaidman desafiou essa interpretação, mostrando que o efeito Aharonov–Bohm pode ser explicado sem o uso de potenciais, contanto que se dê um tratamento puramente quântico para as cargas que produzem o campo eletromagnético. De acordo com esse ponto de vista, o potencial na mecânica quântica é tão físico quanto é classicamente.

### Ação globalversusforças locais
Similarmente, o efeito Aharonov–Bohm ilustra que a abordagem Lagrangiana da dinâmica, baseada no conceito de energia, não é apenas uma ferramenta computacional para a abordagem newtoniana, baseada no conceito de força. Contudo, o efeito Aharonov–Bohm valida o ponto de vista de que forças são um forma incompleta de formular a física, e que energias potenciais devem ser usadas ao invés. De fato, Richard Feynman já havia reclamado que a ele foi ensinado o electromagnetismo do ponto de vista dos campos elétricos, e ele desejou mais tarde em sua vida que tivesse sido ensinado a ele a pensar em termos dos potenciais eletromagnéticos, pois é uma abordagem mais fundamental. Na formulação das integrais de caminho de Feynman, o campo potencial muda diretamente a fase da função de onda de um elétron e essas mudanças de fase levam a quantidades mensuráveis.

### Localidade dos campos eletromagnéticos
O efeito Aharonov–Bohm mostra que os campos locais elétrico e magnético não contêm informação completa sobre o campo eletromagnético e que o potencial quadridimensional  (Φ,A) deve ser usado no lugar. Pelo teorema de Stokes, a magnitude do efeito Aharonov–Bohm pode ser calculada usando somente os campos eletromagnéticos, ou usando o potencial quadridimensional ao invés. Mas quando usados os campos eletromagnéticos, o efeito depende do valor do campo em uma região na qual as partículas de teste são proibidas. Em contraste, quando usado o potencial quadridimensional, o efeito depende apenas do potencial na região na qual as partículas de teste são permitidas. Com isso, uma pessoa pode ou abandonar o princípio da localidade, o que muitos físicos relutam em fazer, ou ser forçada a aceitar que o potencial quadridimensional eletromagnético oferece uma descrição mais completa do electromagnetismo que os campos elétricos e magnéticos. Pelo outro lado, o efeito Aharonov–Bohm é crucialmente quântico; a mecânica quântica é bem conhecida por apresentar efeitos não-locais e Vaidman argumentou que esse é apenas um efeito quântico não-local em uma forma diferente.
No electromagnetismo clássico as duas descrições são equivalentes entre si. Com a adição da teoria quântica, porém, os potenciais eletromagnéticos são vistos como mais fundamentais.  Apesar disso, todos os efeitos observáveis acabam sendo expressáveis em termos dos campos eletromagnéticos E e B. Isso é interessante porque, mesmo que se possa calcular os campos eletromagnéticos do vetor quadridimensional, devido à liberdade de calibre, o inverso não é verdadeiro.

## Efeito magnético no solenoide
O efeito Aharonov–Bohm pode ser visto como um resultado da necessidade da mecânica quântica de ser invariante com respeito à escolha de calibre para o potencial eletromagnético do qual faz parte o vetor potencial magnético A.
A teoria eletromagnética implica que uma partícula com carga elétrica q viajando ao longo de um caminho P em uma região com campo magnético nulo, mas potencial A não-nulo, adquire uma mudança de fase {\displaystyle \varphi }, dada no Sistema Internacional de Unidades por
{\displaystyle \varphi ={\frac {q}{\hbar }}\int _{P}\mathbf {A} \cdot d\mathbf {x} ,}
Portanto, partículas, com os mesmos pontos de partida e chegada, mas que viajam através de duas rotas diferentes vão adquirir uma fase diferente {\displaystyle \Delta \varphi } determinada pelo fluxo magnético {\displaystyle \Phi _{B}} através da área entre os caminhos (pelo teorema de Stokes e {\displaystyle \nabla \times \mathbf {A} =\mathbf {B} }), dado por:
{\displaystyle \Delta \varphi ={\frac {q\Phi _{B}}{\hbar }}.}

Esquema do experimento da fenda dupla na qual o efeito Aharonov–Bohm pode ser observado: eléctrons passam através das duas fendas, interferindo em uma tela de observação, com os padrões de interferência deslocados quando um campo magnético B é ligado no solenoide cilíndrico.

Na mecânica quântica a mesma partícula pode viajar entre dois pontos por uma variedade de caminhos. Por isso, essa diferença de fase pode ser observada se colocado um solenoide entre as fendas de um experimento de fenda dupla (ou equivalente). Um solenoide ideal (i.e. infinitamente longo e com uma distribuição perfeitamente uniforme) engloba o campo magnético B, mas não produz nenhum campo eletromagnético fora de seu cilindro, e então a partícula (e.g. um elétron) passando por fora não sente nenhum campo magnético B. Entretanto, existe um potencial vetor de rotacional nulo A fora do solenoide com um fluxo englobado. Então a fase relativa das partículas passando através de uma fenda ou de outra é alterada se a corrente do solenoide estiver ligada ou desligada. Isso corresponde à mudança das franjas de interferência no plano de observação.
O mesmo efeito na fase é responsável pela necessidade de quantização do fluxo em circuitos fechados supercondutores. Essa quantização ocorre porque a função de onda supercondutora deve ter valor único em todos os pontos: sua diferença de fase {\displaystyle \Delta \varphi } em torno de um circuito fechado deve ser um múltiplo inteiro de 2π (com a carga sendo q=2e para o par de elétrons de Cooper), e por isso o fluxo deve ser um múltiplo de h/2e. O quanta de fluxo supercondutor já havia sido previsto anteriormente ao efeito AB, por F. Londo em 1948 usando um modelo fenomenológico.
A primeira confirmação experimental foi feita por Sadasdasdsad em 1968, em um interferômetro de elétrons com um campo magnético produzido por um fio de ferro, e outro trabalho é resumido em Olariu e Papêscu (1984). Entretanto, autores subsequentes questionaram a validade de vários destes resultados, porque os elétrons podem não ter sido completamente blindados dos campos magnéticos. Um experimento no qual um efeito Aharonov–Bohm não-ambíguo foi observado através da completa exclusão do campo magnético do caminho do elétron (com a ajuda de um filme supercondutor) foi feito por Tonomura et al. em 1986.  O escopo do efeito e suas aplicações continuam a se expandir. Webb et all. (1985) demonstraram oscilações Aharonov–Bohm em anéis metálicos ordinários, não-supercondutores; para uma discussão, veja Schwarzschild (1986) e Imry & Webb (1989). Bachtold et al. (1999) detectou o efeito em nanotubos de carbono; para uma discussão, veja Kong et al. (2004).

## Efeito elétrico
eAssim como a fase da função de onda depende do vetor potencial magnético, ela também depende do potencial escalar elétrico. Construindo uma situação na qual o potencial eletrostático varia entre dois caminhos percorridos por uma partícula, através de regiões com campo elétrico nulo, um fenômeno de interferência Aharonov–Bohm observável devido ao deslocamento de fase foi previsto; mais uma vez, a ausência de um campo elétrico significa que, classicamente, não haveria efeito.
Da equação de Schrödinger, a fase de uma autofunção com energia E vai como {\displaystyle \exp(-iEt/\hbar )}. A energia, entretanto, vai depender do potencial eletrostático V para uma partícula com carga q. Em particular, para uma região com potencial constante V(campo nulo), a energia potencial elétrica qV é simplesmente adicionada a E, resultando em um deslocamento de fase:
{\displaystyle \Delta \phi =-{\frac {qVt}{\hbar }},}
aonde t é o tempo gasto dentro do potencial.
A proposta teórica inicial para esse efeito sugeria um experimento no qual cargas passassem por cilindros condutores através de dois caminhos, que blindariam as partículas de campos elétricos externos na região na qual eles viajam, mas ainda permitem um potencial variável a ser aplicado carregando os cilindros. Isso se mostrou difícil de fazer. Ao invés, um experimento diferente foi proposto envolvendo uma geometria de anel interrompida por barreiras tuneláveis, com uma diferença de potencial V relacionando os potenciais das duas metades do anel. Essa situação resultou em um deslocamento de fase Aharonov–Bohm como o acima, e foi observada experimentalmente em 1998.

## Nano anéis de Aharonov–Bohm
Nano anéis foram criados por acidente enquanto se pretendia fazer pontos quânticos. Eles têm propriedades óticas interessantes associadas a excítons e o efeito AB. Aplicações desses anéis usados como capacitores de luz incluem computação fotônica e tecnologia de comunicações. A análise e medida de fases geométricas em anéis mesoscópicos estão em desenvolvimento.
Muitos experimentos, incluindo alguns relatados em 2012, mostram oscilações Aharonov–Bohm em correntes de ondas de densidade de carga (CDW) versus fluxo magnético, de período dominante h/2e através de anéis CDW com circunferência até 85 µm e temperatura acima de 77 K. Esse comportamento é similar ao de dispositivos supercondutores de interferência quântica (veja SQUID).